# Tabla Beat Science
Tabla Beat Science es una banda musical de la India, creasda en 1999. La banda está integrada por unos productores y músicos, como Zakir Hussain y Bill Laswell. Esta banda musical  nació en los Estados Unidos, allí reunieron otros músicos, principalmente de origen asiático como Talvin Singh, Trilok Gurtu y Karsh Kale.
El estilo musical de la banda, es tocar en primer lugar la Tabla, un istrumento musical típico de la India. Luego ellos combinan con la percusión, la música tradicional de la India, bajos, baterías y música electrónica.

## Integrantes
- Zakir Hussain, es un músico clásico y acompañante.
- Trilok Gurtu, es un percusionista indio.
- Talvin Singh, es un artista Underground asiático.
- Bill Laswell, es un bajista, productor y compositor.
- Ustad Sultan Khan, toca el sarangi.
- Fabian Alsultany, aka Sultan 32 obras de teatro teclados y la electrónica.
- Karsh Kale, toca la tabla y el tambor.
- DJ Disk, toca el turntablism

## Discografía
- Tala Matrix (2000)
- Live in San Francisco at Stern Grove (2002)
- Talamanam Sound Clash: Further Adventures in Hypercussion (DVD) (2003)

- Datos: Q3504788